# Bitwa pod Reims (356)
Bitwa pod Reims (Durocortorum) – starcie zbrojne, które miało miejsce w roku 356 w trakcie galijskiej kampanii Juliana Apostaty przeciwko Alamanom.
Do bitwy pomiędzy Rzymianami i Alamanami doszło w okolicy dzisiejszego miasta Reims we Francji. W roku 356 Julian Apostata rozpoczął kampanię galijską przeciwko Alamanom. Celem jego wojsk stało się Durocortorum Remorum (Reims), gdzie Julian zamierzał połączyć się z siłami Marcellusa i Ursycyna. W czasie marszu w kierunku Argentoratum, w okolicy Reims doszło do bitwy, w wyniku której dwa legiony rzymskie zostały zaskoczone i pobite przez ukrytych w lesie Alamanów. Tylko szybkie nadejście pozostałej części armii uchroniło siły rzymskie przed całkowitą klęską. Starcie to zmusiło Juliana do zachowywania większej ostrożności podczas całej kampanii w Galii.